# Sant Sebastià del Bedorc
Sant Sebastià és una església al nucli del Bedorc al terme municipal de Piera (Anoia) inclosa en l'Inventari del Patrimoni Arquitectònic de Catalunya. Església de planta moderna edificada en substitució de l'antiga. Es tracta d'una església d'una sola planta longitudinal on tots els elements de les antigues construccions religioses ha estat modificats notablement i així es configura una façana completament llisa on l'únic element que sobresurt és la porta d'entrada; el campanar és format per una sèrie de pilars adossats que s'enlairen per damunt de la coberta. Els antics absis, tan emprats en l'època romànica i gòtica, es veuen aquí substituïts per una gran retícula quadrada amb vidres de diferents colors, que deixen passar una llum transformada que envolta l'estança interior. La coberta és inclinada i forma, en el seu perfil, una branca d'hipérbole. Els tancaments estan fets a base de matxons d'obra. En el punt mitjà d'una de les façanes laterals hi ha el campanar.